# Acido gallico
L'acido gallico o acido triidrossibenzoico è un acido organico contenuto in molti prodotti di origine vegetale. La formula chimica è C6H2(OH)3COOH.
Tra i fenoli di origine naturale rientra nella categoria degli acidi fenolici; ha azione antiossidante.
Il suo nome ha origine dalle galle, escrescenze che si formano sulle foglie o sui rami dei vegetali, dovute alla parassitosi di funghi, batteri, insetti o acari.

## Biochimica
L'acido gallico è prodotto dalla pianta per combattere la proliferazione cellulare. È comune nelle specie vegetali legnose, presente in forma solubile come estere dell'acido chinico o legato a glucosio nei gallotannini.
Oltre a trovarsi nelle foglie e nelle radici di alcune piante si trova anche nei semi e nei frutti come le olive, ed è per questo uno dei polifenoli contenuti nell'olio d'oliva. Si trova anche in more, lamponi, fragole e mango.

## Usi
In campo medico, l'acido gallico è un potente antiemorragico ed è utilizzato nei casi di menorragia.
Alcuni suoi esteri (etilico, propilico, ottilico, ecc.) sono ampiamente utilizzati come conservanti alimentari ad azione antiossidante.
L'acido gallico trovò applicazione anche in ambito filologico: Angelo Mai lo utilizzava per rinvenire la scrittura inferiore dei palinsesti; si deve proprio all'utilizzo del mezzo chimico il grandioso successo nelle scoperte del filologo.
L'acido gallico, inoltre, viene utilizzato per la produzione di inchiostri ferrogallici. L'acido gallico, se aggiunto ad una soluzione di sali di ferro, complessa gli ioni ferrosi (Fe2+), o ferrici (Fe3+) che siano, assumendo così una colorazione di nero intenso. A contatto con la carta, questo tipo di inchiostro penetra nelle fibre di cellulosa, rendendo indelebile ciò che vi viene scritto.
Altra applicazione è quella di inchiostri segreti: scrivendo con una soluzione acquosa di acido gallico, le scritte risultano invisibili; applicando una soluzione contenente ioni ferro in un secondo momento, la scritta diventa nera e leggibile.